# Andrea Lombardi
Andrea Lombardi (Tramutola, 25 giugno 1785 – Potenza, 21 febbraio 1849) è stato uno storico e politico italiano.

## Biografia
Figlio di Pietro e di Maria Francesca de Sanctis, studiò lettere e filosofia presso lo zio paterno Lorenzo e nel 1803 fu chiamato dall'abate Carlo Mazzacane ad insegnare lettere, storia e geografia alla Badia di Cava de' Tirreni. Sotto il decennio francese, venne nominato consigliere di intendenza a Cosenza fino al 1818, per poi essere trasferito con la restaurazione borbonica a Potenza ove rimase fino al 1833.
Sottintendente a Palmi e a Castrovillari, nel 1837 ritornò a Cosenza con la carica di segretario generale dell'Intendenza locale e, nel marzo 1845, ricoprì la carica di intendente a Noto. Fu presidente della Società Economica di Basilicata. Amministrò, in seguito, le intendenze di Campobasso, Capitanata ed, infine, Basilicata. Nel 1848, sostenne i moti liberali, appoggiando la corrente neoguelfa presieduta da Vincenzo d'Errico. Morì l'anno seguente a Potenza e venne commemorato dal patriota Rocco Brienza.